# 영종항
영종항은 인천광역시 중구 중산동, 영종도 섬에 있는 어항이다. 2006년 9월 8일 어촌정주어항으로 지정되었다. 시설관리자는 인천광역시 중구청장이다.

## 연혁
- 2006년 6월 13일 인천광역시장이 어촌어항법 제17조 규정에 의하여 영종항을 지방어항 지정을 해제하였다.[1]
- 2006년 9월 13일 인천광역시 중구청장이 어촌정주어항으로 지정 고시하였다.[2]

## 어항 구역
영종항의 어항구역은 다음과 같다.(면적: 43,000m2)
- 수역: 선착장 기부에서 150m를 반경으로 그은 선내구역
- 육역: 중산동 1-24(제방), 1-33(제방), 1-34(잡종지), 1-36(제방), 1-38(잡종지)

## 어항 시설
- 선착장 109m

## 주요 어장
- 굴, 바지락, 새우